# Muzički paviljon u Sarajevu
Muzički paviljon u Sarajevu je sagrađen 1913. godine, a projekt za gradnju je napravio Josip Pospišil. Sagrađen je na prostoru koji je više puta u povijesti mijenjao svoj naziv i funkciju. Na ovom prostoru se u 17. stoljeću nalazio hipodrom (otuda naziv Atmejdan) koji je 1878. godine pretvoren u Filipovićev trg (kasnije sagrađena i Filipovićeva kasarna iznad trga), a zatim je 1905. godine preuređen u park Franje Josipa. Za vrijeme Jugoslavije zvao se park cara Dušana, a danas nosi svoj prvobitni naziv Atmejdan.
Ovo je jedini muzički paviljon danas u Sarajevu, od nekadašnja četiri paviljona.
Muzički paviljon je srušen početkom Drugog svjetskog rata, a obnovila ge je tek 2004. godine općina Stari Grad. Idejno rješenje izgleda novog muzičkog paviljona, na osnovu nacrta iz razdoblja Austro-Ugarske, uradio je prof. Nedžad Kurto.